# Ab Krook
Ab Krook (Oud-Loosdrecht, 18 juni 1944 – Blaricum, 13 oktober 2020) was een Nederlands schaatscoach die bij  in totaal acht Olympische Winterspelen schaatsers begeleidde. 

## Biografie
Tussen 1967 en 1971 was Krook actief als langebaanschaatser, maar reikte niet verder dan de subtop. In 1977 maakte Krook zijn debuut als bondscoach van de damesploeg en in 1980 oogstte hij succes met een gouden medaille van Annie Borckink en een zilveren voor Ria Visser tijdens de Olympische Winterspelen in Lake Placid. In de periode 1981-1988 was Krook bondscoach van de West-Duitse kernploeg. In 1988 werd Krook bondscoach van de Nederlandse heren. In 1992 begeleidde Krook Bart Veldkamp tijdens zijn gouden race.
Vervolgens werkte hij als regiocoach en bondscoach, zowel in Nederland (bij de vrouwen) als in Duitsland. Zijn laatste functie was die van topsportcoördinator bij de KNSB. Na de Olympische Winterspelen van Turijn stopte hij. Zijn laatste coaching betrof de 5000m rit van Carien Kleibeuker. Hierna nam Wopke de Vegt zijn rol als bondscoach over. Bij deze spelen begeleidde hij Bob de Jong naar goud op de 10 kilometer. In Helden Magazine van februari 2012 onthulde Krook dat hij richting het einde van de race een rondetijd van 31,9 toonde aan de schaatser, terwijl deze in werkelijkheid boven de 32,0 reed. De Jong zei daarover: "Hij heeft twee ronden positieve tijden getoond, me niet laten zien dat ik twee keer een rondje van 32 reed. Krook toonde me 31.9. Hij kon dat doen omdat het zijn laatste toernooi was, anders verlies je je geloofwaardigheid en nu werkte het perfect voor mij."
Op 1 juli 2010 werd Krook in diskrediet gebracht door de commissie-Turijn, die onderzoek deed naar een vermeend omkopingsschandaal rond de 5 kilometer voor vrouwen tijdens de Winterspelen in Turijn. De commissie stelde vast dat er drie pogingen tot omkoping zijn gedaan door de begeleiding van schaatser Gretha Smit, van wie Ingrid Paul de coach en Ab Krook de bondscoach was. Krook verklaarde voor de commissie zich een aantal zaken niet te kunnen herinneren. De commissie schreef over Krook: "De Commissie vindt de verklaring van Ab Krook dat hij zich een dergelijk voorval niet weet te herinneren ongeloofwaardig, en anders dan door Ab Krook gesteld, niet te verklaren uit de hectiek van een Olympische Spelen."
In 2008 werd Krook aangesteld als technisch adviseur bij de VPZ-schaatsploeg. Op 10 november 2009 kondigde Krook alarmfase 1 af in de Nederlandse schaatssport vanwege de matige prestaties van het Nederlandse damesschaatsen op de lange afstanden, die sinds 1987 niet waren voorgekomen.
In 2011 werd Krook aangesteld als bondscoach van het Crashed Ice-team Holland naast de coach Falko Zandstra met daarin onder meer Remo Speijers, Bart van Roosmalen en Glenn Bakx. In februari 2012 ging Krook aan de slag als sponsormanager bij het Nederlandse wielerteam Cyclingteam De Rijke.

## Persoonlijk
Krook was getrouwd. In een interview met het Friesch Dagblad vertelde Krook dat de benoeming tot Officier in de Orde van Oranje-Nassau zijn mooiste moment uit zijn leven was. Toenmalig minister Hans Hoogervorst speldde de bijbehorende versierselen op.
Op 30 december 2018 werd Krook getroffen door een herseninfarct. Hier herstelde hij tegen de verwachting in goed van, maar een tijd later werd hij door een tweede getroffen. Op 13 oktober 2020 overleed Krook in een revalidatiecentrum in Blaricum aan de gevolgen hiervan.

## Persoonlijke records
| Afstand      | Tijd    | Datum           | Baan     |
| ------------ | ------- | --------------- | -------- |
| 500 meter    | 41,5    | 7 maart 1968    | Inzell   |
| 1000 meter   | 1.24,3  | 9 maart 1968    | Inzell   |
| 1500 meter   | 2.06,8  | 10 maart 1968   | Inzell   |
| 3000 meter   | 4.37,4  | 7 maart 1968    | Inzell   |
| 5000 meter   | 7.54,4  | 3 januari 1971  | Zakopane |
| 10.000 meter | 17.00,4 | 21 januari 1968 | Zakopane |

## Resultaten
| Jaar | NK Allround |
| ---- | ----------- |
| 1967 | NC17        |
| 1968 | NC18        |
| 1969 | NC21        |
| 1970 | NC18        |
| 1971 | NC18        |

 NC# = Niet gekwalificeerd voor laatste afstand, maar wel als # geëindigd in eindrangschikking 

## Trivia
- In 2006 en 2010 was Krook lijstduwer voor Dorpsbelangen Wijdemeren en werd hij met voorkeurstemmen verkozen. In 2010 behaalde de partij negen van de negentien te verdelen raadszetels in de gemeente Wijdemeren en werd daarmee de grootste partij.